# سیمونه راینری
سیمونه راینری (ایتالیایی: Simone Raineri؛ زادهٔ ۷ فوریهٔ ۱۹۷۷) ورزشکار روئینگ اهل ایتالیا است.
وی همچنین برندهٔ جوایزی همچون نشان شایستگی از جمهوری ایتالیا شده‌است.
وی در مسابقات کشوری و بین‌المللی در مجموع برندهٔ ۲ مدال طلا، ۳ مدال نقره، ۳ مدال برنز شده‌است.